# Casper ten Boom
Casper ten Boom (Haarlem, 18 mei 1859 – Den Haag, 9 maart 1944) was een Nederlands christen die Joden en deelnemers aan het verzet aan de nazi's hielp te ontkomen tijdens de Holocaust. Hij was de vader van Betsie en Corrie ten Boom, die de Joden ook hielpen en naar Ravensbrück werden gedeporteerd, waar Betsie omkwam. Casper ten Boom stierf in maart 1944 in Den Haag, na ruim een week vast te hebben gezeten in de gevangenis van Scheveningen.

## Achtergrond
Casper ten Boom werd geboren in Haarlem als zoon van Willem ten Boom, die daar sedert 1837 een horlogezaak had. Willem had elf kinderen, waarvan vijf uit zijn eerste huwelijk. Casper was de eerste van de zes kinderen uit Willems tweede huwelijk. Toen Casper 18 was, begon hij een juwelierszaak in Amsterdam. Hij was opgegroeid in een gezin dat behoorde tot de Nederlandse Hervormde Kerk, en was diepgelovig. Toen hij in Amsterdam woonde, begon hij werk onder de minderbedeelden onder de naam Tot Heil des Volks. Later keerde hij terug naar Haarlem.

## Huwelijk en gezin
Op de zondagsschool ontmoette hij Cornelia (“Cor”) Johanna Arnolda Luitingh, met wie hij trouwde in 1884. Hij woonde en werkte in het pand van zijn vader aan de Barteljorisstraat, met de winkel op de begane grond en het woongedeelte op de bovenverdieping. Hij en Cor kregen vijf kinderen, van wie er vier de volwassen leeftijd bereikten: Elisabeth (“Betsie”) (1885-1944), Willem (1886-1946), Hendrik-Jan (1888-1889), Arnolda Johanna (“Nollie”) (1890-1953) en Cornelia Arnolda Johanna (“Corrie”) (1892-1983). 
Caspers vrouw Cor overleed in 1921 aan een beroerte. 
Willem en Nollie trouwden en gingen het huis uit. Casper ten Boom bleef met zijn twee ongehuwde dochters Betsie en Corrie in de juwelierswoning.
De Ten Booms waren toegewijde en vrijgevige christenen. Volgens het boek De Schuilplaats nam het gezin in 1918 de eerste pleegkinderen op en zouden ze dat in de loop der jaren blijven doen.

## Activiteiten tijdens de bezetting
Tijdens de nazibezetting van Nederland werden Ten Boom en zijn dochters actief in het verbergen van Joden die probeerden aan de nazi's te ontsnappen. Het gezin Ten Boom was ervan overtuigd dat mensen gelijk zijn voor God. Hun eigen kerk, de Nederlandse Hervormde Kerk "protesteerde tegen de Jodenvervolging door nazi's als een vorm van ongerechtigheid tegen medemensen en een belediging van de Goddelijke autoriteit".
In mei 1942 kwam een vrouw naar het huis om om hulp te vragen. Ze zei dat ze een Jodin was, dat haar man een paar maanden eerder was gearresteerd en haar zoon was ondergedoken. Nadat de bezettingsautoriteiten haar hadden bezocht, was ze bang geworden om nog langer thuis te wonen. Ze had gehoord dat de Ten Booms andere Joden had geholpen en vroeg of ze bij hen kon verblijven, waar Ten Boom mee instemde. Hij zei tegen haar: "In dit huis zijn Gods mensen altijd welkom". Toen de nazi's hadden verordonneerd dat alle Joden een Jodenster moesten dragen, ging hij er uit vrije wil zelf ook een dragen. Zijn zoon Willem, een geestelijke in de Hervormde Kerk, werkte in een verpleeghuis. Tijdens de bezetting verborg ook hij veel Joden om hen te helpen ontkomen aan de nazi's.
Een anekdote vertelt dat Casper en Corrie zagen dat een groep Joden door de nazi's werd weggevoerd. “Die arme mensen,” zei Corrie. “Ja, God zal hen hier zwaar voor straffen,” antwoordde Casper. 
De student C.L. van Donselaar dook in januari 1943 onder omdat hij geen bewakingsdiensten wilde verrichten voor de Duitse bezetter. Hij vroeg of Ten Boom hem kon helpen naar Zwitserland te ontsnappen, waar zijn vriendin woonde. Ten Boom zegde toe te helpen op voorwaarde dat Van Donselaar een aantal Joodse onderduikers zou meenemen. Via Ten Boom kwam Van Donselaar in contact met H.H. van der Wielen, schuilnaam Hugo Brandsma, van de Vrije Groepen Amsterdam. Ontsnappen naar Zwitserland zat er niet in, maar deze groep had wel contacten in Limburg. Via Ten Boom kwamen zij in contact met Joden die in Limburg werden ondergebracht.

## Arrestatie en dood

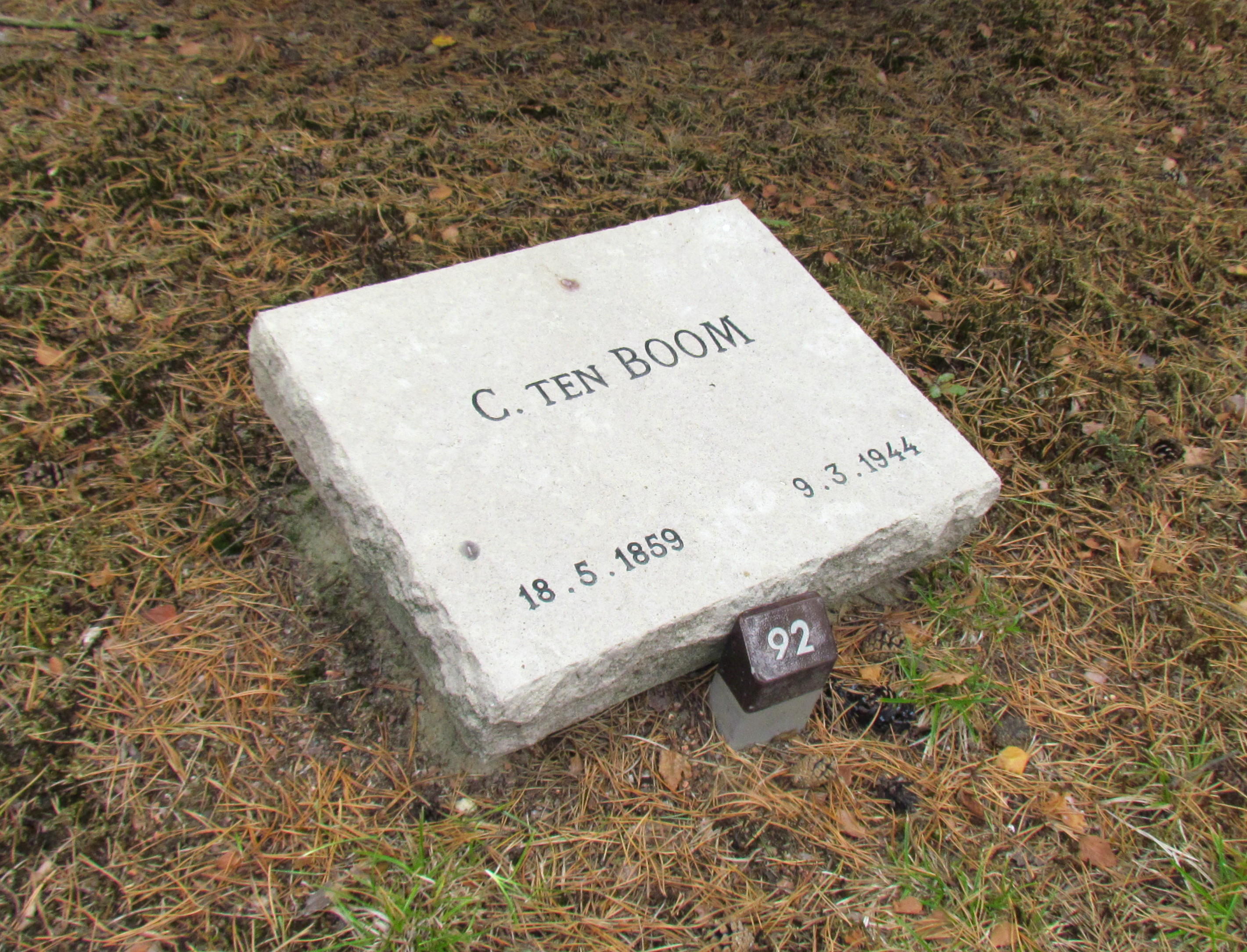
Grafsteen van Casper ten Boom op het Ereveld Loenen

Op 28 februari 1944 viel de Gestapo zijn huis binnen en arresteerde Ten Boom en zijn dochters, naast zijn zoon Willem en kleinzoon Peter, die op bezoek waren. Ook arresteerde de Gestapo medestanders van Ten Boom die het huis bezochten op die dag. In totaal werden er zo circa 30 mensen afgevoerd naar de gevangenis in Scheveningen.
Toen Ten Boom ondervraagd werd in de gevangenis, gaf de Gestapo hem te kennen dat ze hem zouden laten gaan vanwege zijn leeftijd zodat hij "op zijn eigen bed kon sterven". Hij antwoordde "Als ik vandaag naar huis ga, zal ik morgen mijn deur openen voor iedereen die om hulp vraagt". Toen hem werd gevraagd of hij wist dat hij gedood kon worden wegens het helpen van Joden, antwoordde hij: "Het zou een eer zijn om mijn leven te geven voor Gods uitverkoren volk." Op 9 maart stierf Casper ten Boom op 84-jarige leeftijd in het Gemeentelijk Ziekenhuis in Den Haag, na negen dagen gevangenschap in Scheveningen.  
Zijn dochter Betsie overleed in Ravensbrück in december 1944. Zijn zoon Willem liep tuberculose op toen hij gevangen zat vanwege zijn verzetswerk. Hij werd vrijgelaten, maar overleed kort na de oorlog aan zijn ziekte. Willems zoon Christiaan ("Kik") werd naar Bergen-Belsen gestuurd vanwege zijn ondergrondse werk en kwam daar om tijdens de oorlog.

## Nagedachtenis
- In 2008 werd hij door Yad Vashem onderscheiden als een Rechtvaardige onder de Volkeren.
- Hij is een van de herdachten in het Corrie ten Boom Museum.

## Familiestamboom
|        |        |        |        | Casper ten Boom    | Casper ten Boom    | Casper ten Boom    | Casper ten Boom    | Casper ten Boom    | Casper ten Boom    |                  |                  | Cornelia Luitingh | Cornelia Luitingh | Cornelia Luitingh | Cornelia Luitingh | Cornelia Luitingh | Cornelia Luitingh |                  |                  |                  |                  |               |               |               |               |        |        |             |             |             |             |             |             |       |       |                  |                  |                  |                  |                  |                  |        |        |                             |                             |                             |                             |                             |                             |       |       |                   |                   |                   |                   |                   |                   |       |       |       |       |
|        |        |        |        | Casper ten Boom    | Casper ten Boom    | Casper ten Boom    | Casper ten Boom    | Casper ten Boom    | Casper ten Boom    |                  |                  | Cornelia Luitingh | Cornelia Luitingh | Cornelia Luitingh | Cornelia Luitingh | Cornelia Luitingh | Cornelia Luitingh |                  |                  |                  |                  |               |               |               |               |        |        |             |             |             |             |             |             |       |       |                  |                  |                  |                  |                  |                  |        |        |                             |                             |                             |                             |                             |                             |       |       |                   |                   |                   |                   |                   |                   |       |       |       |       |
|        |        |        |        |                    |                    |                    |                    |                    |                    |                  |                  |                   |                   |                   |                   |                   |                   |                  |                  |                  |                  |               |               |               |               |        |        |             |             |             |             |             |             |       |       |                  |                  |                  |                  |                  |                  |        |        |                             |                             |                             |                             |                             |                             |       |       |                   |                   |                   |                   |                   |                   |       |       |       |       |
|        |        |        |        |                    |                    |                    |                    |                    |                    |                  |                  |                   |                   |                   |                   |                   |                   |                  |                  |                  |                  |               |               |               |               |        |        |             |             |             |             |             |             |       |       |                  |                  |                  |                  |                  |                  |        |        |                             |                             |                             |                             |                             |                             |       |       |                   |                   |                   |                   |                   |                   |       |       |       |       |
|        |        |        |        | Elisabeth “Betsie” | Elisabeth “Betsie” | Elisabeth “Betsie” | Elisabeth “Betsie” | Elisabeth “Betsie” | Elisabeth “Betsie” |                  |                  | Willem            | Willem            | Willem            | Willem            | Willem            | Willem            |                  |                  | Tine van Veen    | Tine van Veen    | Tine van Veen | Tine van Veen | Tine van Veen | Tine van Veen |        |        | Hendrik-Jan | Hendrik-Jan | Hendrik-Jan | Hendrik-Jan | Hendrik-Jan | Hendrik-Jan |       |       | Arnolda “Nollie” | Arnolda “Nollie” | Arnolda “Nollie” | Arnolda “Nollie” | Arnolda “Nollie” | Arnolda “Nollie” |        |        | Frederik “Flip” van Woerden | Frederik “Flip” van Woerden | Frederik “Flip” van Woerden | Frederik “Flip” van Woerden | Frederik “Flip” van Woerden | Frederik “Flip” van Woerden |       |       | Cornelia “Corrie” | Cornelia “Corrie” | Cornelia “Corrie” | Cornelia “Corrie” | Cornelia “Corrie” | Cornelia “Corrie” |       |       |       |       |
|        |        |        |        | Elisabeth “Betsie” | Elisabeth “Betsie” | Elisabeth “Betsie” | Elisabeth “Betsie” | Elisabeth “Betsie” | Elisabeth “Betsie” |                  |                  | Willem            | Willem            | Willem            | Willem            | Willem            | Willem            |                  |                  | Tine van Veen    | Tine van Veen    | Tine van Veen | Tine van Veen | Tine van Veen | Tine van Veen |        |        | Hendrik-Jan | Hendrik-Jan | Hendrik-Jan | Hendrik-Jan | Hendrik-Jan | Hendrik-Jan |       |       | Arnolda “Nollie” | Arnolda “Nollie” | Arnolda “Nollie” | Arnolda “Nollie” | Arnolda “Nollie” | Arnolda “Nollie” |        |        | Frederik “Flip” van Woerden | Frederik “Flip” van Woerden | Frederik “Flip” van Woerden | Frederik “Flip” van Woerden | Frederik “Flip” van Woerden | Frederik “Flip” van Woerden |       |       | Cornelia “Corrie” | Cornelia “Corrie” | Cornelia “Corrie” | Cornelia “Corrie” | Cornelia “Corrie” | Cornelia “Corrie” |       |       |       |       |
|        |        |        |        |                    |                    |                    |                    |                    |                    |                  |                  |                   |                   |                   |                   |                   |                   |                  |                  |                  |                  |               |               |               |               |        |        |             |             |             |             |             |             |       |       |                  |                  |                  |                  |                  |                  |        |        |                             |                             |                             |                             |                             |                             |       |       |                   |                   |                   |                   |                   |                   |       |       |       |       |
|        |        |        |        |                    |                    |                    |                    |                    |                    |                  |                  |                   |                   |                   |                   |                   |                   |                  |                  |                  |                  |               |               |               |               |        |        |             |             |             |             |             |             |       |       |                  |                  |                  |                  |                  |                  |        |        |                             |                             |                             |                             |                             |                             |       |       |                   |                   |                   |                   |                   |                   |       |       |       |       |
| Casper | Casper | Casper | Casper | Casper             | Casper             |                    |                    | Hermanna “Hemmy”   | Hermanna “Hemmy”   | Hermanna “Hemmy” | Hermanna “Hemmy” | Hermanna “Hemmy”  | Hermanna “Hemmy”  |                   |                   | Christiaan “Kik”  | Christiaan “Kik”  | Christiaan “Kik” | Christiaan “Kik” | Christiaan “Kik” | Christiaan “Kik” |               |               | Nollie        | Nollie        | Nollie | Nollie | Nollie      | Nollie      |             |             | Jacob       | Jacob       | Jacob | Jacob | Jacob            | Jacob            |                  |                  | Agatha           | Agatha           | Agatha | Agatha | Agatha                      | Agatha                      |                             |                             | Peter                       | Peter                       | Peter | Peter | Peter             | Peter             |                   |                   | Cocky             | Cocky             | Cocky | Cocky | Cocky | Cocky |